# Västlig bergmunia
Västlig bergmunia (Lonchura montana) är en fågel i familjen astrilder inom ordningen tättingar.

## Utbredning och systematik
Fågeln förekommer i Sudirmanbergen i Västpapua samt Mount Capella i Papua Nya Guinea. Den behandlas som monotypisk, det vill säga att den inte delas in i några underarter.

## Status
IUCN kategoriserar arten som livskraftig.